# Promethei Mons
Il Promethei Mons è una struttura geologica della superficie di Marte.